# Estación de Louise Michel
La estación de Louise Michel es una estación del metro de París situada en la comuna de Levallois-Perret, al noroeste de la capital. Pertenece a la línea 3. 

## Historia
La estación fue inaugurada el 24 de septiembre de 1937 tras la prolongación de la línea 3 hacia Levallois-Perret. 
Desde el 1 de mayo de 1946 debe su nombre a la anarquista francesa Louise Michel. Es una de las pocas estaciones de la red que están dedicadas a una mujer. Con anterioridad se llamaba Valier, en referencia al Mont Valier situado en los pirineos franceses. 

## Descripción
Se compone de dos andenes laterales de 105 metros y de dos vías.
Está diseñada en bóveda elíptica revestida completamente de los clásicos azulejos blancos aunque en este caso no aparecen biselados. Muestra el estilo Motte tanto en iluminación que se realiza con lámparas resguardadas en estructuras rectangulares de color rojo que sobrevuelan la totalidad de los andenes no muy lejos de las vías como en la zona de asientos donde se combina una larga y estrecha hilera de cemento revestida de azulejos rojos que sirve de banco improvisado con un buen número de asientos individualizados del mismo color que se sitúan sobre dicha estructura. Por su parte, la señalización sí ha sido modernizado recurriendo a la tipografía Parisine donde el nombre de la estación aparece en letras blancas sobre un panel metálico de color azul. 

## Accesos
La estación sólo dispone de una acceso situado dentro de un inmueble a la altura del n.º 30 de la calle Louise Michel.